# Чукаев, Егор Сергеевич
Егор Сергеевич Чукаев (6 мая 1917 — 1978) — советский шахматист, мастер спорта СССР (1961).
Четырёхкратный победитель чемпионатов Литовской ССР: 1953, 1955 (в обоих турнирах разделил 1—2 места с Р. Д. Холмовым и проиграл дополнительные матчи), 1971 (единолично) и 1973 гг. (1—2 места с А. И. Бутнорюсом). Серебряный призёр чемпионатов Литовской ССР 1948, 1952, 1956, 1958, 1974 гг. Бронзовый призёр чемпионатов Литовской ССР 1954, 1963 гг. В составе сборной Литовской ССР участник командных первенств СССР и шахматных турниров Спартакиад народов СССР.

## Биография
Происходил из крестьянской семьи. В конце 1930-х гг. жил в Рязани. Окончил сельскохозяйственный техникум. В 1940 г. был призван в Советскую армию. Проходил срочную службу в Прибалтике, на территории Литовской ССР.
Вскоре после начала Великой Отечественной войны получил тяжелое ранение в грудь. По собственным словам Чукаева, он был эвакуирован с передовой благодаря тому, что один из солдат узнал в нем человека, дававшего сеанс одновременной игры в воинской части. После лечения в госпитале был комиссован и получил инвалидность (позже последствия ранения приводили к тяжелым рецидивам).
В послевоенные годы проживал в Каунасе, неоднократно становился чемпионом города.

Мастер М. А. Бейлин, хорошо знавший Чукаева по прибалтийским турнирам конца 1940-х гг., характеризовал его как «человека чрезвычайно своеобразного», безгранично преданного шахматам («он просто жил ими»). Также он писал о Чукаеве следующее:
«К теории Егор относился с уважением. Особенно к дебютной. Во время турнирной партии он был собран, сидел, не вставая, трудился за доской так, что, как говорится, пар шел. <…> Егор был настоящий шахматист, настоящий оригинал, и таким он сохранился в памяти друзей».

## Семья
Жена — Клавдия Ивановна Чукаева (1925 — ?) — шахматистка, чемпионка Литовской ССР 1950 (со стопроцентным результатом), 1951, 1952, 1953 гг., серебряный призер чемпионатов Литовской ССР 1949, 1954 гг. Участница чемпионата РСФСР 1950 г., полуфинала чемпионата СССР 1949 г. В составе сборной Литовской ССР участница командного чемпионата СССР 1955 г.

Гроссмейстер Э. Е. Гуфельд вспоминал, что Чукаев рассказывал ему, как добивался руки своей будущей жены. По словам Гуфельда, Чукаев случайно узнал, что его возлюбленная увлекается шахматами. Тогда он сочинил поэму на тему шахмат, которая, по всей видимости, очень ему помогла.
«Чукаев читал мне поэму полностью, но, к сожалению, я запомнил только одну фразу: „Ты как королева на d8! Я же словно пешка на d7…“ Чувствуете, как прекрасно сказано?! Передо мной встает образ гордой, величавой королевы, перед которой склонил колени бедный рыцарь, предлагающий свою руку и сердце!..»

## Спортивные результаты
| Год  | Город         | Соревнование                                                            | +  | −  | =  | Результат | Место                     |
| ---- | ------------- | ----------------------------------------------------------------------- | -- | -- | -- | --------- | ------------------------- |
| 1946 | Вильнюс       | Чемпионат Прибалтики                                                    | 4  | 11 | 4  | 6 из 19   | 17—18                     |
| 1947 | Минск         | Всесоюзный турнир 1 категории                                           | 7  | 2  | 4  | 9 из 13   | 2                         |
|      | Вильнюс       | Чемпионат Литовской ССР                                                 | 5  | 6  | 2  | 6 из 13   | 8                         |
| 1948 | Вильнюс       | Чемпионат Литовской ССР                                                 | 9  | 1  | 5  | 11½ из 15 | 2                         |
|      | Куйбышев      | Четвертьфинал 17-го чемпионата СССР                                     |    |    |    | 7 из 15   | 9—11                      |
| 1949 | Архангельск   | Четвертьфинал 18-го чемпионата СССР                                     |    |    |    | 9 из 15   | 5                         |
| 1950 | Вильнюс       | Чемпионат Литовской ССР                                                 | 7  | 2  | 5  | 9½ из 14  | 5                         |
| 1951 | Вильнюс       | Чемпионат Литовской ССР                                                 | 4  | 2  | 8  | 8 из 14   | 6                         |
| 1952 | Вильнюс       | Чемпионат Литовской ССР                                                 | 8  | 2  | 3  | 9½ из 13  | 2—4                       |
|      | Тула          | Четвертьфинал 21-го чемпионата СССР                                     |    |    |    | 8 из 15   | 7                         |
| 1953 | Вильнюс       | Чемпионат Литовской ССР                                                 | 13 | 0  | 4  | 15 из 17  | 1—2                       |
|      | Ашхабад       | Четвертьфинал 22-го чемпионата СССР                                     |    |    |    | 8½ из 15  | 7—8                       |
| 1954 | Вильнюс       | Чемпионат Литовской ССР                                                 | 9  | 2  | 5  | 11½ из 16 | 3                         |
| 1955 | Вильнюс       | Чемпионат Литовской ССР                                                 | 9  | 1  | 5  | 11½ из 15 | 1—2                       |
|      | Вильнюс       | Зональный турнир 23-го чемпионата СССР                                  | 8  | 3  | 6  | 11 из 17  | 3—4                       |
|      | Рига          | Полуфинал 23-го чемпионата СССР                                         | 4  | 9  | 5  | 6½ из 18  | 17                        |
|      | Ворошиловград | Командный чемпионат СССР (сборная Литовской ССР, 3-я доска)             | 3  | 4  | 2  | 4 из 9    |                           |
| 1956 | Каунас        | Чемпионат Литовской ССР                                                 |    |    |    | 10 из 14  | 2—3                       |
|      | Тбилиси       | Полуфинал 24-го чемпионата СССР                                         | 3  | 10 | 6  | 6 из 19   | 17                        |
| 1958 | Вильнюс       | Чемпионат Литовской ССР                                                 | 9  | 2  | 4  | 11 из 15  | 2—4                       |
|      | Баку          | Полуфинал 26-го чемпионата СССР                                         | 3  | 7  | 5  | 5½ из 15  | 11—12                     |
| 1959 | Вильнюс       | Чемпионат Литовской ССР                                                 | 8  | 1  | 7  | 11½ из 16 | 4                         |
|      | Москва        | II Спартакиада народов СССР (сборная Литовской ССР, запасной)           |    |    |    | 3½ из 8   |                           |
|      | Ереван        | Полуфинал 27-го чемпионата СССР                                         | 6  | 5  | 4  | 8 из 15   | 7—9                       |
| 1960 | Вильнюс       | Чемпионат Литовской ССР                                                 | 3  | 5  | 3  | 4½ из 11  | 10—11                     |
|      | Ташкент       | Командный чемпионат СССР (группа «Б», сборная Литовской ССР, 6-я доска) |    |    |    | 5½ из 7   | 1 на доске, команда — 1-я |
| 1961 | Вильнюс       | Чемпионат Литовской ССР                                                 | 4  | 2  | 7  | 7½ из 13  | 6—7                       |
|      | Калуга        | Полуфинал первенства ЦС ДСО «Спартак»                                   |    |    |    |           | 1                         |
|      | Сочи          | Первенство ЦС ДСО «Спартак»                                             |    |    |    | 8 из 16   | 6—11                      |
| 1962 | Архангельск   | Матч с В. Е. Голенищевым (квалификационный, на звание мастера)          | 3  | 8  | 3  | 4½ : 9½   |                           |
|      | Красноярск    | Чемпионат Красноярского края                                            | 13 | 0  | 4  | 15 из 17  | 1                         |
| 1963 | Вильнюс       | Чемпионат Литовской ССР                                                 | 5  | 0  | 10 | 9½ из 15  | 3—4                       |
|      | Москва        | III Спартакиада народов СССР (сборная Литовской ССР, 3-я доска)         | 1  | 3  | 4  | 3 из 8    |                           |
| 1964 | Вильнюс       | Чемпионат Литовской ССР                                                 | 4  | 1  | 7  | 7½ из 12  | 4—5                       |
| 1965 | Вильнюс       | Чемпионат Литовской ССР                                                 | 7  | 4  | 2  | 8 из 13   | 4—5                       |
| 1967 | Вильнюс       | Чемпионат Литовской ССР                                                 | 4  | 2  | 3  | 5½ из 9   | 8—10                      |
| 1969 | Вильнюс       | Чемпионат Литовской ССР                                                 | 6  | 5  | 4  | 8 из 15   | 8—9                       |
| 1970 | Каунас        | Чемпионат Литовской ССР                                                 | 4  | 4  | 7  | 7½ из 15  | 8—11                      |
| 1971 | Вильнюс       | Чемпионат Литовской ССР                                                 | 9  | 3  | 4  | 11 из 16  | 1                         |
| 1973 | Клайпеда      | Чемпионат Литовской ССР                                                 | 11 | 2  | 2  | 12 из 15  | 1—2                       |
| 1974 | Вильнюс       | Чемпионат Литовской ССР                                                 | 8  | 2  | 5  | 10½ из 15 | 2                         |
|      | Тбилиси       | Кубок СССР (1-й круг, против А. И. Захарова)                            | 1  | 1  | 0  | 1 из 2    |                           |
| 1975 | Рига          | VI Спартакиада народов СССР (сборная Литовской ССР, ?-я доска)          | 2  | 4  | 2  | 3 из 8    |                           |
| 1976 | Каунас        | Чемпионат Литовской ССР                                                 | 2  | 4  | 8  | 6 из 14   | 12                        |